# Базилика Вера Крус
Базилика Вера Крус (исп. Basílica de la Vera Cruz) — католическая базилика, находящаяся в испанском Каравака-де-ла-Крус. Здесь находится реликвия Крест Каравака.

## История
Строительство началось в 1617 году по проекту известного испанского придворного архитектора Альберто де ла Мадре Диоса, окончено в 1703 году.
После окончания Гражданской войны в Испании, с апреля 1939 года, режим Франко некоторое время использовал храм в качестве концентрационного лагеря для заключенных-республиканцев.
С XIII века сюда совершаются паломничества к Кресту Каравака. В соответствии с указом Папы Римского Бенедикта XVI от 3 декабря 2007 года базилика и город стали одним из пяти святых мест Римской католической церкви.

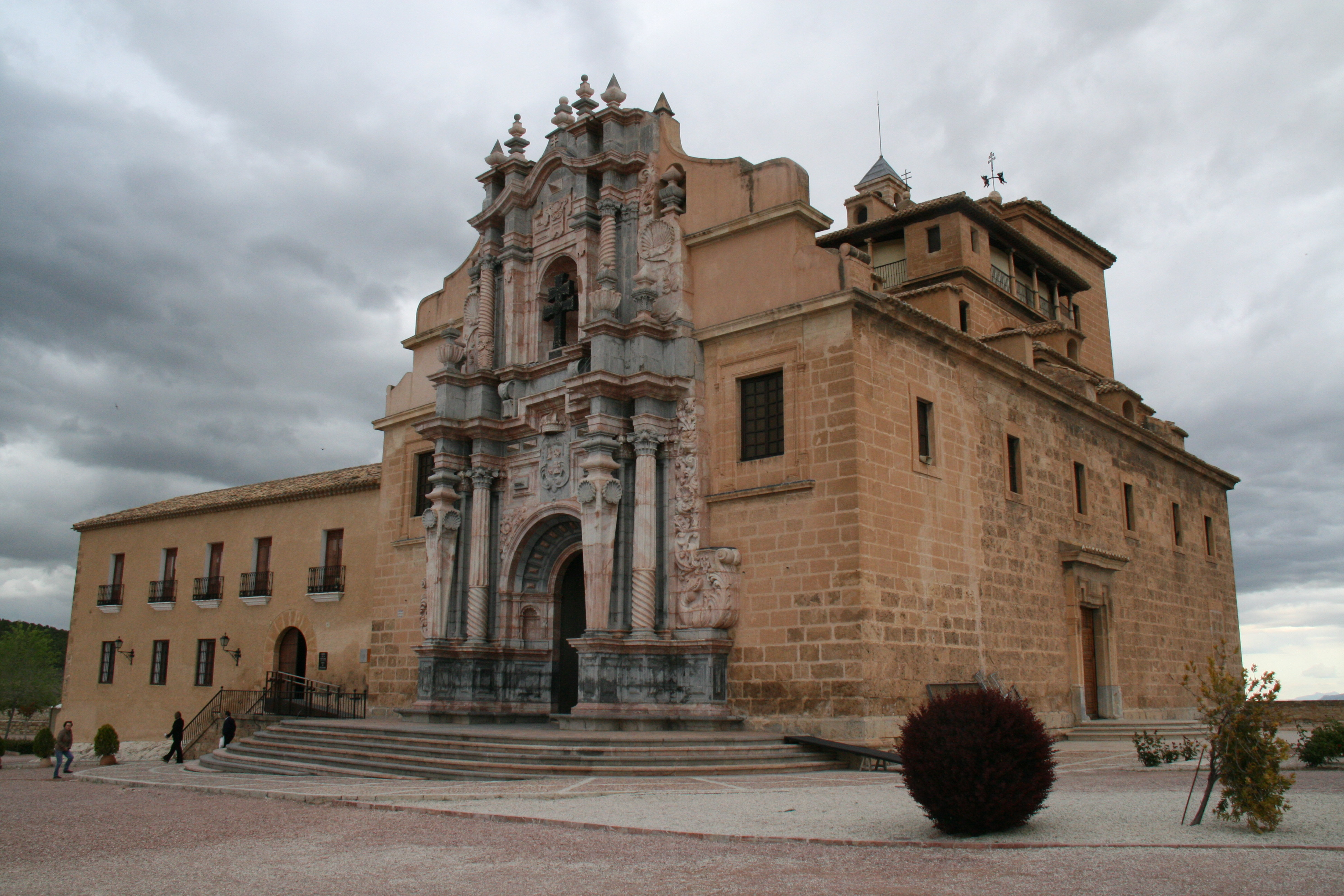
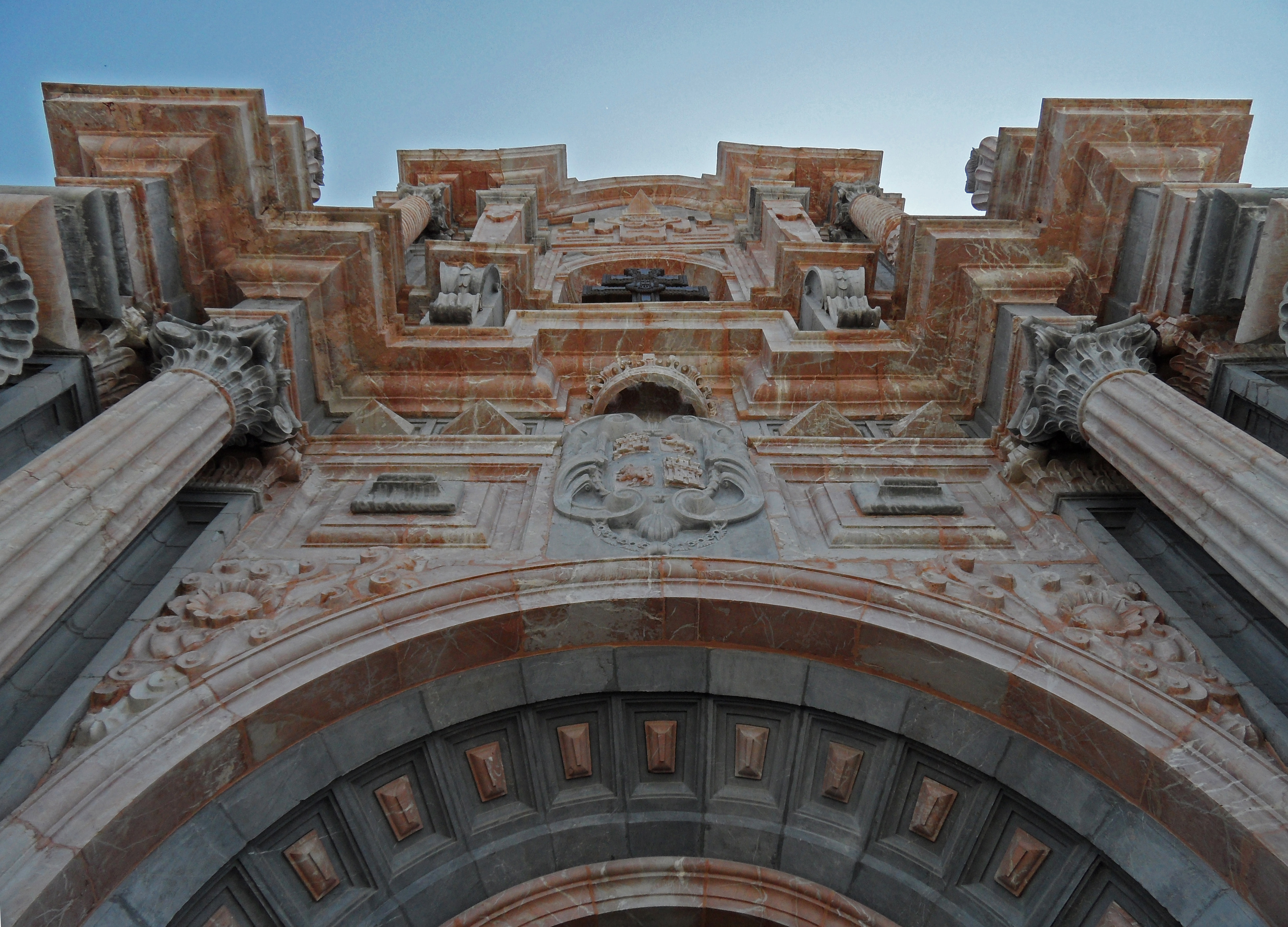
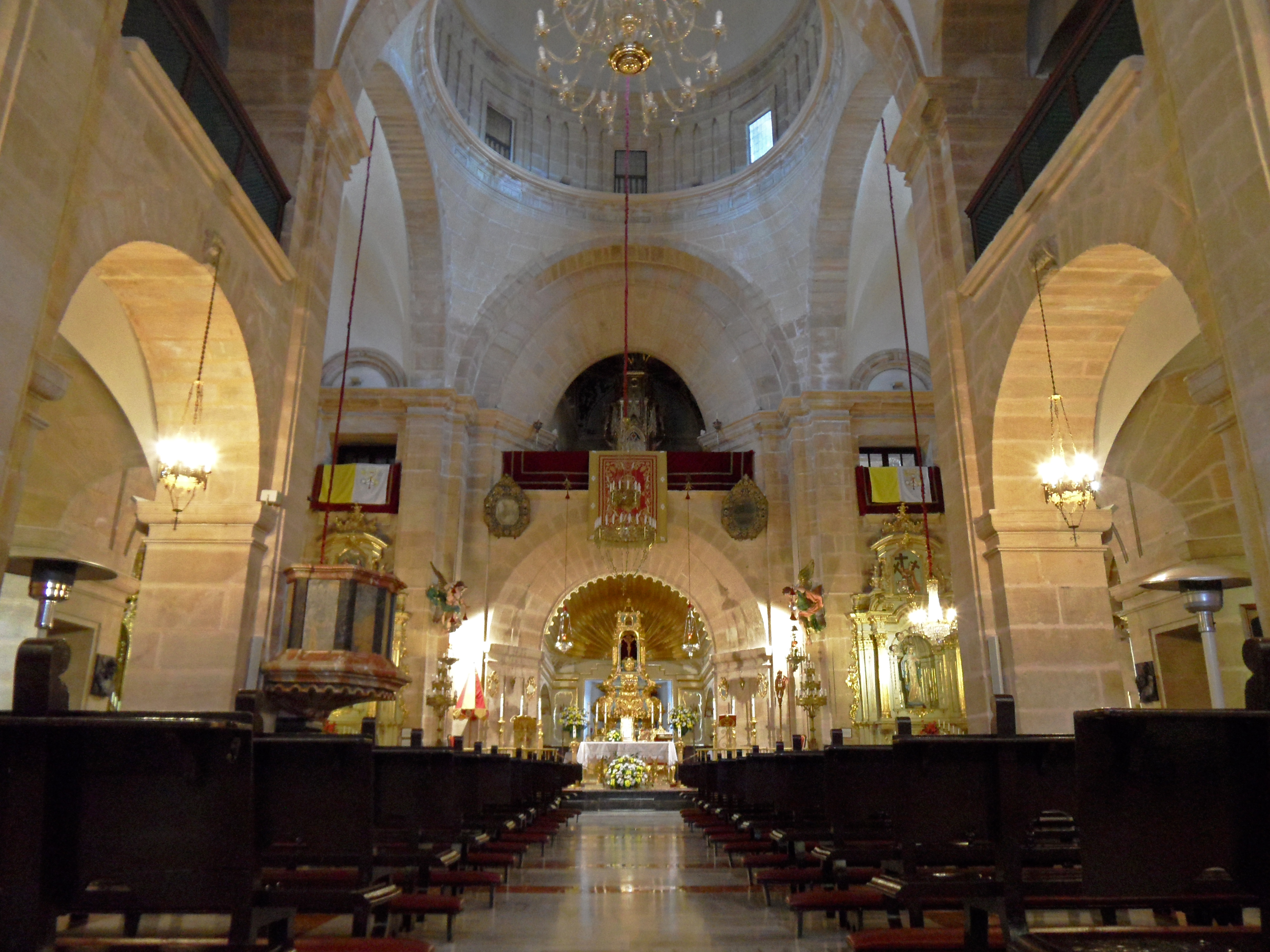